# Monte Cassino
A Monte Cassino egy 520 méter magas sziklás hegy Rómától 130 km-re délre és Cassino városától két km-re nyugatra, amely a rajta épült apátságról nevezetes (Monte Cassinó-i apátság).

## Földrajz
A Laziói-Szubappenninek hegységhez tartozó, mészkősziklákból álló hegy a Latin-völgy, ismertebb nevén a Liri-völgy déli részén fekszik. Szerény magassága ellenére meglehetősen zord és megközelíthetetlen. A növényzet nagyon gyér, főként tölgyekből és olajfákból áll. A Cassino-síkság felé nyíló teraszok emberi tevékenység eredményei.

## Története

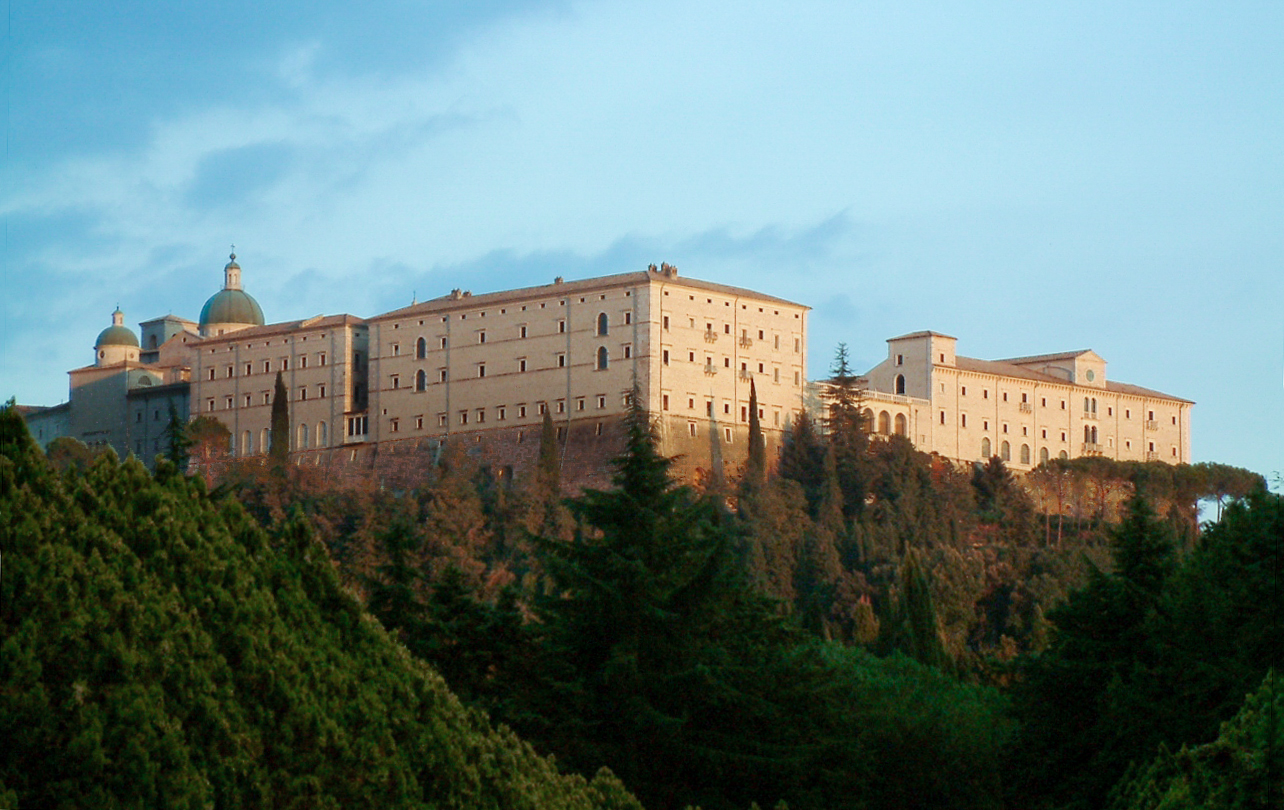
A kolostor

Nursiai Szent Benedek, a bencés rend megalapítója 529 körül alapított rajta kolostort, amely a 8. század második felében az akkori tudományos kutatás tevékeny színhelyévé vált, ezáltal a szerzetesi könyvtár kódexállományát is megnövelve.
A második világháború során, 1944. február 15-én az Amerikai Egyesült Államok Légiereje lebombázta a kolostort, feltételezve, hogy azt a németek megszállták. Szinte teljesen megsemmisült felbecsülhetetlen értékű könyvtárával együtt, csak a kripta (Szent Benedek sírjával) maradt épségben. Ezt követően a környéken állomásozó német csapatok valóban állásokat foglaltak a kolostor romjai között. A hegy és környéke hosszú ideig tartó véres csaták színterévé vált (lásd: Monte Cassinó-i csata).
A világháborút követően az olasz állam által finanszírozott apátsági épület újjáépítése a kimentett eredeti tervek alapján, tíz év alatt készült el.